# Ninetta-Marsch
Der Ninetta Marsch ist ein Marsch von Johann Strauss Sohn (op. 447). Das Werk wurde am 5. März 1893 in der Goldenen Rose in Wien erstmals aufgeführt.